# 西藏人民会堂
西藏人民会堂，位于中国西藏自治区拉萨市城关区民族路199号，是拉萨市规模较大的剧院和会议中心。

## 简介
该建筑原名“拉萨剧院”，是43项援藏工程之一，由天津市援建，1984年7月动工，1985年8月交付使用。该建筑与拉萨饭店隔街相望。该建筑内部有剧院和会议中心两个部分。